# Voalavo gymnocaudus
Voalavo gymnocaudus is een zoogdier uit de familie van de Nesomyidae. De wetenschappelijke naam van de soort werd voor het eerst geldig gepubliceerd door Carleton & Goodman in 1998.